# Rodrigo Galatto
Rodrigo José Galatto (Porto Alegre, 10 marzo 1983) è un ex calciatore brasiliano, di ruolo portiere.

## Carriera
Ha giocato nella massima serie brasiliana con il Gremio ed il Criciuma, in quella spagnola con il Malaga ed in quella svizzera con il Neuchatel Xamax.